# Malhar III Rao Holkar
Ali Jah Zubdat al-Umara Bahadur al-Mulk Farzand-i-Arjmand Maharajadhiraj Raj Rajeshwar Shrimant Malhar III Rao Holkar (Bhanpura, 1806 - Deogurania, 1833), fou subadar bahadur de Malwa amb seu inicial a Maheshwar i després de 1818 maharaja amb seu a Indore. Era l'únic fill de Jaswant I Rao Holkar i de la seva concubina maharani Shrimant Akhand Soubhagyavati Maji Krishna Bai Masahiba. Fou adoptat com a fill legítim per la vídua del seu pare maharani Shrimant Akhand Soubhagyavati Tulsi Bai Sahib.
A la mort del seu pare el 27 d'octubre de 1811 va pujar al gadi (tron) el novembre de 1811 amb uns 4 anys, sota regència de la seva mare adoptiva Tulsi Bai, una dona de gran bellesa i alta educació. Després de la mort de Jaswant Rao l'estat va entrar en dificultats; els impostos van haver de ser recaptats a punta d'espasa. El govern de Tulsi Bai, i la seva conducta privada i publica, va disgustar al poble i als nobles. Els ministres Dharama Kunwar i Balaram Seth amb l'ajut dels afganesos i els pindaris, van conspirar per empresonar a Tulsi Bai i a Malhar III, però la regent se'n va assabentar i els va fer decapitar (1815) i va nomenar al front de la direcció dels afers a Tatya Jog.
A l'inici de la guerra entre els britànics i el peshwa el 1817, el darbar de Maheshwar va agafar una actitud hostil. A causa d'això el cap pindari Gaffur Khan Pindari, va signar en secret un tractat amb els britànics el 9 de novembre de 1817; poc després, amb l'arribada de les forces britàniques, Tulsi Bai es va mostrar disposada a un acord amb els britànics, però fou arrestada i assassinada per les seves tropes el 20 de desembre de 1817. Això va decidir als britànics a intervenir i l'exèrcit manat per Sir Thomas Hislop que estava a la rodalia va passar immediatament a l'atac el mateix dia 20. L'exèrcit d'Holkar dirigit pel jove maharaja d'11 anys Malhar III, pel príncep (després maharaja) Hari Rao Holkar (de 22 anys, fill de Vithoji Rao Holkar el germà de Jaswant I Rao Holkar) i per Bhima Bai Holkar (germana de Malhar III, de 20 anys) fou derrotat en la batalla de Mahidpur (20 de desembre de 1817); les forces d'Holkar estaven guanyant la batalla quan el pindari Nawab Abdul Gaffur Khan va fer traïció i es va retirar amb les seves forces; va rebre com a recompensa a la seva traïció el jagir de Jaora o Jawara com a nawab independent. Pocs dies després es va signar a Mandasor (Mandsaur, Mandasore) un tractat de pau (6 de gener de 1818). Bhima Bai Holkar no va acceptar el tractat i va intentar organitzar guerrilles i fou inspiració per la famosa heroïna maharani Laxmi Bai de Jhanshi.
El tractat de Mandasor va regir les relacions entre britànics i la dinastia Holkar. Amir Khan, que havia estat nomenat nawab per Jaswant I Rao, va ser reconegut com a sobirà independent de Tonk; els drets d'Holkar sobre els sobirans de Rajputana (con els de Mewar, Jaipur, Jodhpur, Kotah, Bundi, Karauli, i algun altra) foren renunciats i totes les terres dels Holkar al sud del Narbada foren cedides; el govern britànics va iniciar l'establiment d'una força suficient per protegir el territori, que es va acabar establint a Mhow, mentre l'exèrcit de l'estat fou reduït a unes proporcions limitades; un contingent militar hauria de ser aixecat a costa de l'estat d'Holkar quan fos requerit pels britànics. Malhar III fou reconegut maharajà hereditari pel govern britànic de l'Índia el 19 d'octubre de 1818. Un resident britànic fou nomenat a la cort dels Holkar, la qual es va establir a Indore (ciutat) el 3 de novembre de 1818.
El 1817 la recaptació de l'estat havia estat de només 5 lakhs però després de l'establiment de l'administració sota protectorat britànic, dirigida internament per Tantia Jogh, va pujar en nou anys fins a 27 lakhs (amb alguns pagaments pendents del govern britànic i d'alguns tributaris pujava al tomb dels 30 lakhs). El maharaja que tenia 17 anys, era extravagant i es deixava portar per les favorites i això va portar a dues revoltes, una de les quals dirigida fou dirigida per Hari Rao Holkar, que fou derrotat i empresonat a Maheshwar (1819). L'administració va entrar en crisi després de la mort de Tantia Jogh el 1826.
Malhar III Rao va morir assassinat a Deogaria el 27 d'octubre de 1833 amb només 28 anys. El va succeir un nebot membre d'una altra branca, de nom Martand Rao Holkar, que havia estat adoptat per la viuda de Malhar III, Shrimant Akhand Soubhagyavati Gautama Bai Sahib Holkar (coneguda com a Tai Sahib, morta el 1859) amb la que s'havia casat el 1824. Va deixar una filla de nom Maharajkumari Shrimant Bumaji Gadu Bai Raje Sahib Holkar.